# Championnats du monde de patinage artistique 1933
Navigation
Mondiaux 1932 Mondiaux 1934
Les championnats du monde de patinage artistique 1933 ont lieu du 11 au 12 février 1933 à Stockholm en Suède pour les Dames et les Couples, et du 18 au 19 février 1933 à Zurich en Suisse pour les Messieurs.

## Qualifications
Les patineurs sont éligibles à l'épreuve s'ils représentent une nation membre de l'Union internationale de patinage (International Skating Union en anglais). Les fédérations nationales sélectionnent leurs patineurs en fonction de leurs propres critères. 

## Podiums
| Épreuves                      | Or                             | Argent                 | Bronze                             |
| ----------------------------- | ------------------------------ | ---------------------- | ---------------------------------- |
| Messieurs résultats détaillés | Karl Schäfer                   | Ernst Baier            | Marcus Nikkanen                    |
| Dames résultats détaillés     | Sonja Henie                    | Vivi-Anne Hultén       | Hilde Holovsky                     |
| Couples résultats détaillés   | Emília Rotter / László Szollás | Idi Papez / Karl Zwack | Randi Bakke / Christen Christensen |

## Tableau des médailles
| Rang  | Nation    | Or | Argent | Bronze | Total |
| ----- | --------- | -- | ------ | ------ | ----- |
| 1     | Autriche  | 1  | 1      | 1      | 3     |
| 2     | Norvège   | 1  | 0      | 1      | 2     |
| 3     | Hongrie   | 1  | 0      | 0      | 1     |
| 4     | Allemagne | 0  | 1      | 0      | 1     |
| 4     | Suède     | 0  | 1      | 0      | 1     |
| 6     | Finlande  | 0  | 0      | 1      | 1     |
| Total | Total     | 3  | 3      | 3      | 9     |

## Détails des compétitions

### Messieurs
| Rang | Nom               | Nation          | Places | Points | Fig. impo. | Prog. libre |
| ---- | ----------------- | --------------- | ------ | ------ | ---------- | ----------- |
| 1    | Karl Schäfer      | Autriche        | 7      |        |            |             |
| 2    | Ernst Baier       | Allemagne       | 11     |        |            |             |
| 3    | Marcus Nikkanen   | Finlande        | 17     |        |            |             |
| 4    | Erich Erdös       | Autriche        | 17     |        |            |             |
| 5    | Herbert Haertel   | Allemagne       | 28     |        |            |             |
| 6    | Eduard Scholdan   | Autriche        | 28     |        |            |             |
| 7    | Rudolf Praznovsky | Tchécoslovaquie | 38     |        |            |             |
| 8    | Edwin Keller      | Suisse          | 41     |        |            |             |
| 9    | Jean Henrion      | France          | 46     |        |            |             |
| 10   | Othmar Jordi      | Suisse          | 46     |        |            |             |

### Dames
| Rang | Nom                    | Nation      | Places | Points | Fig. impo. | Prog. libre |
| ---- | ---------------------- | ----------- | ------ | ------ | ---------- | ----------- |
| 1    | Sonja Henie            | Norvège     | 5      |        |            |             |
| 2    | Vivi-Anne Hultén       | Suède       | 14     |        |            |             |
| 3    | Hilde Holovsky         | Autriche    | 15     |        |            |             |
| 4    | Megan Taylor           | Royaume-Uni | 18     |        |            |             |
| 5    | Cecilia Colledge       | Royaume-Uni | 24     |        |            |             |
| 6    | Liselotte Landbeck     | Autriche    | 31     |        |            |             |
| 7    | Nanna Egedius          | Norvège     | 37     |        |            |             |
| 8    | Yvonne de Ligne-Geurts | Belgique    | 38     |        |            |             |
| 9    | Erna Andersen          | Norvège     | 43     |        |            |             |

### Couples
| Rang | Nom                                 | Nation   | Places | Points |
| ---- | ----------------------------------- | -------- | ------ | ------ |
| 1    | Emília Rotter / László Szollás      | Hongrie  | 7      |        |
| 2    | Idi Papez / Karl Zwack              | Autriche | 8      |        |
| 3    | Randi Bakke / Christen Christensen  | Norvège  | 18     |        |
| 4    | Anna-Lisa Rydqvist / Einar Törsleff | Suède    | 21     |        |
| 5    | Dagmar von Kothen / Fred Ericson    | Suède    | 21     |        |